# Jędrzej Jędrych
Jędrzej Jędrych (Kolbuszowa, 11 de Agosto de 1967) é um político da Polónia. Foi eleito para a Sejm em 25 de Setembro de 2005 com 13791 votos em 29 no distrito de Gliwice, candidato pelas listas do partido Prawo i Sprawiedliwość.